# Consejería de Salud y Consumo de la Junta de Andalucía
La Consejería de Salud y Consumo es el departamento de la Junta de Andalucía encargado de las competencias autonómicas de ejecución de las directrices y los criterios generales de la política de salud; planificación; asistencia sanitaria; consumo; atención temprana; asignación de recursos a los diferentes programas y demarcaciones territoriales; alta dirección, inspección y evaluación de las actividades, centros y servicios sanitarios; de las políticas de comunicación a medios y divulgación de buenas prácticas en salud; todas aquellas políticas de la Junta de Andalucía que, en materia de salud y consumo, tengan carácter transversal y aquellas otras competencias que le estén atribuidas por la legislación vigente.
Recibe este nombre desde el inicio de la XII legislatura (2022-2026).
La titular de la consejería y máxima responsable es Catalina García Carrasco y tiene su sede en el Edificio Arena 1, situado en la Avenida de la Innovación s/n, de la ciudad de Sevilla.

## Historia
La Consejería de Salud y Consumo fue creada el 26 de julio de 2022, día de entrada en vigor mediante publicación en el BOJA del Decreto del Presidente 10/2022, de 25 de julio, sobre reestructuración de Consejerías. No obstante, sus competencias quedaron corregidas por Decreto del Presidente 13/2022, de 8 de agosto, y por Decreto del Presidente 16/2022, de 3 de noviembre, estableciendo en el artículo 6 del primero que 

"Corresponden a la Consejería de Salud y Consumo las competencias que actualmente tiene atribuidas la Consejería de Salud y Familias, salvo las competencias en materia de familias, que se atribuyen a la Consejería de Inclusión Social, Juventud, Familias e Igualdad. Se mantienen en la Consejería de Salud y Consumo las competencias en materia de atención temprana".
Decreto del Presidente 10/2022, de 25 de julio, sobre reestructuración de Consejerías

## Estructura
De acuerdo con el Decreto 156/2022, de 9 de agosto, por el que se establece la estructura orgánica de la Consejería de Salud y Consumo, la Consejería, bajo la superior dirección de su titular, ejercerá sus competencias a través de los siguientes órganos directivos centrales: 
- Viceconsejería. 
  - Secretaría General de Salud Pública e I+D+i en Salud. 
    - Dirección General de Salud Pública y Ordenación Farmacéutica.

  - Secretaría General de Humanización, Planificación, Atención Sociosanitaria y Consumo. 
    - Dirección General de Atención Sociosanitaria, Salud Mental y Adicciones.
    - Dirección General de Consumo.

  - Secretaría General Técnica.

### Entes adscritos
Se hallan adscritas a la Consejería las siguientes entidades instrumentales:
- Servicio Andaluz de Salud, que se adscribe a la Viceconsejería.
- Agencia de Servicios Sociales y Dependencia de Andalucía (también adscrita a la Consejería de Inclusión Social, Juventud, Familias e Igualdad).
- Escuela Andaluza de Salud Pública S.A. (EASP), que se adscribe a la Secretaría General de Salud Pública e I+D+i en Salud.
- Fundación Pública Andaluza para la Investigación Biosanitaria en Andalucía Oriental Alejandro Otero (FIBAO), que se adscribe a la Secretaría General de Salud Pública e I+D+i en Salud.
- Fundación Pública Andaluza para la Investigación de Málaga en Biomedicina y Salud (FIMABIS), que se adscribe a la Secretaría General de Salud Pública e I+D+i en Salud.
- Fundación Pública Andaluza para la Gestión de la Investigación en Salud de Sevilla (FISEVI), que se adscribe a la Secretaría General de Salud Pública e I+D+i en Salud.
- Fundación Andaluza para la Integración Social de Personas con Enfermedad Mental (FAISEM), que se adscribe a la Secretaría General de Humanización, Planificación, Atención Sociosanitaria y Consumo.
- Fundación Pública Andaluza Progreso y Salud, que se adscribe a la Secretaría General de Salud Pública e I+D+i en Salud.
- Fundación Pública Andaluza Rey Fahd Bin Abdulaziz, que se adscribe a la Secretaría General de Salud Pública e I+D+i en Salud.

## Consejeros
| Imagen                                             | Nombre                                             | Mandato                                            | Mandato                                            | Mandato                                            | Partido                                            | Partido                                            | Presidente de la Junta                             | Presidente de la Junta                       | Monarca                   | Ref.   |
| Imagen                                             | Nombre                                             | Nombramiento                                       | Cese                                               | Duración                                           | Partido                                            | Partido                                            | Presidente de la Junta                             | Presidente de la Junta                       | Monarca                   | Ref.   |
| -------------------------------------------------- | -------------------------------------------------- | -------------------------------------------------- | -------------------------------------------------- | -------------------------------------------------- | -------------------------------------------------- | -------------------------------------------------- | -------------------------------------------------- | -------------------------------------------- | ------------------------- | ------ |
| Consejería de Salud y Seguridad Social             |                                                    |                                                    |                                                    |                                                    |                                                    |                                                    |                                                    |                                              |                           |        |
|                                                    | Antonio José Delgado de Jesús (n. ¿?)              | 2 de junio de 1978                                 | 2 de junio de 1979                                 | 1 año                                              |                                                    | UCD                                                |                                                    | Plácido Fernández Viagas (1978-1979)         | Juan Carlos I (1975-2014) |        |
| Consejería de Salud y Seguridad Social             | Consejería de Salud y Seguridad Social             | Consejería de Salud y Seguridad Social             | Consejería de Salud y Seguridad Social             | Consejería de Salud y Seguridad Social             | Consejería de Salud y Seguridad Social             | Consejería de Salud y Seguridad Social             | Consejería de Salud y Seguridad Social             | Rafael Escuredo Martínez (1979-1984)         | Juan Carlos I (1975-2014) |        |
|                                                    | Fernando Arenas del Buey (n. 1934)                 | 2 de junio de 1979                                 | 4 de agosto de 1982                                | 3 años y 63 días                                   |                                                    | UCD                                                |                                                    | Rafael Escuredo Martínez (1979-1984)         | Juan Carlos I (1975-2014) |        |
| Consejería de Salud y Consumo                      |                                                    |                                                    |                                                    |                                                    |                                                    |                                                    |                                                    | Rafael Escuredo Martínez (1979-1984)         | Juan Carlos I (1975-2014) |        |
|                                                    | Pablo Recio Arias (n. ¿?)                          | 4 de agosto de 1982                                | 30 de julio de 1986                                | 4 años y 117 días                                  |                                                    | PSOE-A                                             |                                                    | Rafael Escuredo Martínez (1979-1984)         | Juan Carlos I (1975-2014) |        |
|                                                    | Pablo Recio Arias (n. ¿?)                          | 4 de agosto de 1982                                | 30 de julio de 1986                                | 4 años y 117 días                                  | José Rodríguez de la Borbolla (1984-1990)          | PSOE-A                                             |                                                    |                                              | Juan Carlos I (1975-2014) |        |
| Consejería de Salud                                |                                                    |                                                    |                                                    |                                                    |                                                    |                                                    |                                                    |                                              | Juan Carlos I (1975-2014) |        |
|                                                    | Eduardo Rejón Gieb (n. ¿?)                         | 30 de julio de 1986                                | 1 de marzo de 1988                                 | 1 año y 215 días                                   |                                                    | PSOE-A                                             |                                                    |                                              | Juan Carlos I (1975-2014) |        |
| Consejería de Servicios Sociales y Salud           |                                                    |                                                    |                                                    |                                                    |                                                    |                                                    |                                                    |                                              | Juan Carlos I (1975-2014) |        |
|                                                    | Eduardo Rejón Gieb (n. ¿?)                         | 1 de marzo de 1988                                 | 28 de julio de 1990                                | 2 años y 149 días                                  |                                                    | PSOE-A                                             |                                                    |                                              | Juan Carlos I (1975-2014) |        |
|                                                    | José Antonio Griñán Martínez (n. 1946)             | 28 de julio de 1990                                | 14 de enero de 1992                                | 1 año y 170 días                                   |                                                    | PSOE-A                                             |                                                    | Manuel Chaves González (1990-2009)           | Juan Carlos I (1975-2014) |        |
|                                                    | José Luis García de Arboleya y Tornero (n. 1943)   | 14 de enero de 1992                                | 29 de abril de 2000                                | 8 años y 106 días                                  |                                                    | PSOE-A                                             |                                                    | Manuel Chaves González (1990-2009)           | Juan Carlos I (1975-2014) |        |
|                                                    | Francisco Vallejo Serrano (n. 1957)                | 29 de abril de 2000                                | 25 de abril de 2004                                | 3 años y 362 días                                  |                                                    | PSOE-A                                             |                                                    | Manuel Chaves González (1990-2009)           | Juan Carlos I (1975-2014) |        |
| Consejería de Sanidad y Bienestar Social           |                                                    |                                                    |                                                    |                                                    |                                                    |                                                    |                                                    | Manuel Chaves González (1990-2009)           | Juan Carlos I (1975-2014) |        |
|                                                    | María Jesús Montero Cuadrado (n. 1966)             | 25 de abril de 2004                                | 7 de mayo de 2012                                  | 7 años y 317 días                                  |                                                    | PSOE-A                                             |                                                    | Manuel Chaves González (1990-2009)           | Juan Carlos I (1975-2014) |        |
|                                                    | María Jesús Montero Cuadrado (n. 1966)             | 25 de abril de 2004                                | 7 de mayo de 2012                                  | 7 años y 317 días                                  | José Antonio Griñán Martínez 2009-2013)            | PSOE-A                                             | [ 7 ]                                              |                                              | Juan Carlos I (1975-2014) |        |
| Consejería de Igualdad, Salud y Políticas Sociales | Consejería de Igualdad, Salud y Políticas Sociales | Consejería de Igualdad, Salud y Políticas Sociales | Consejería de Igualdad, Salud y Políticas Sociales | Consejería de Igualdad, Salud y Políticas Sociales | Consejería de Igualdad, Salud y Políticas Sociales | Consejería de Igualdad, Salud y Políticas Sociales | Consejería de Igualdad, Salud y Políticas Sociales | Susana Díaz Pacheco (2013-2019)              | Felipe VI (2014-presente) |        |
|                                                    | María José Sánchez Rubio (n. 1954)                 | 7 de mayo de 2012                                  | 18 de junio de 2015                                | 3 años y 103 días                                  |                                                    | PSOE-A                                             |                                                    | Susana Díaz Pacheco (2013-2019)              | Felipe VI (2014-presente) | [ 8 ]  |
| Consejería de Salud                                |                                                    |                                                    |                                                    |                                                    |                                                    |                                                    |                                                    | Susana Díaz Pacheco (2013-2019)              | Felipe VI (2014-presente) |        |
|                                                    | Aquilino Alonso Miranda (n. 1960)                  | 18 de junio de 2015                                | 9 de junio de 2017                                 | 1 año y 356 días                                   |                                                    | PSOE-A                                             | [ 9 ]                                              | Susana Díaz Pacheco (2013-2019)              | Felipe VI (2014-presente) |        |
|                                                    | Marina Álvarez Benito (n. 1961)                    | 9 de junio de 2017                                 | 22 de enero de 2019                                | 1 año y 227 días                                   |                                                    | PSOE-A                                             | [ 10 ]                                             | Susana Díaz Pacheco (2013-2019)              | Felipe VI (2014-presente) |        |
| Consejería de Salud y Familias                     | Consejería de Salud y Familias                     | Consejería de Salud y Familias                     | Consejería de Salud y Familias                     | Consejería de Salud y Familias                     | Consejería de Salud y Familias                     | Consejería de Salud y Familias                     | Consejería de Salud y Familias                     | Juan Manuel Moreno Bonilla (2019-actualidad) | Felipe VI (2014-presente) |        |
|                                                    | Jesús Ramón Aguirre Muñoz (n. 1955)                | 22 de enero de 2019                                | 14 de julio de 2022                                | 3 años y 173 días                                  |                                                    | PP-A                                               |                                                    | Juan Manuel Moreno Bonilla (2019-actualidad) | Felipe VI (2014-presente) | [ 11 ] |
| Consejería de Salud y Consumo                      |                                                    |                                                    |                                                    |                                                    |                                                    |                                                    |                                                    | Juan Manuel Moreno Bonilla (2019-actualidad) | Felipe VI (2014-presente) |        |
|                                                    | Catalina Montserrat García Carrasco (n. 19¿?)      | 14 de julio de 2022                                | 29 de julio de 2024                                | 2 años y 15 días                                   |                                                    | PP-A                                               | [ 12 ]                                             | Juan Manuel Moreno Bonilla (2019-actualidad) | Felipe VI (2014-presente) |        |
|                                                    | Rocío Hernández Soto (n. 19¿?)                     | 29 de julio de 2024                                | En el cargo                                        | 233 días                                           |                                                    | PP-A                                               | [ 13 ]                                             | Juan Manuel Moreno Bonilla (2019-actualidad) | Felipe VI (2014-presente) |        |